# Goðafoss (Westfjorden)

De Goðafoss is een waterval op IJsland. In de Westfjorden ligt aan de Bjarnarfjörður het gehucht Laugarhóll (Warmebronnenheuvel), waar zich een warme bron bevindt. Een paar honderd meter verderop stort zich de Hallardalsá zich als de Goðafoss in een korte diepe kloof naar beneden. Een paadje voert naar de kloof, en het is mogelijk om naar de bovenzijde van de waterval te klauteren.
Op IJsland bevindt zich nog een andere en meer bekende waterval die Goðafoss heet.